# Des grives aux loups
Pour l'adaptation télévisuelle, voir Des grives aux loups (mini-série).
Des grives aux loups est un roman régionaliste de Claude Michelet publié en 1979 aux éditions Robert Laffont et ayant reçu le prix des Libraires l'année suivante.

## Résumé
L'histoire raconte la vie de la famille Vialhe de Saint-Libéral-sur-Diamond, un village fictif de la Corrèze, de 1899 à 1968, à travers l'apparition du chemin de fer, les deux guerres mondiales et le recul progressif du monde agricole. La série, en quatre livres, s'étend sur cinq générations de la famille et met aussi en scène des notables du village, notamment dans le premier tome.
On ne peut dire qu'il y a un héros dans cette histoire, étant donné justement qu'elle recouvre un grand nombre de personnages de la même famille qu'on voit vivre, évoluer et/ou mourir d'un livre à l'autre. Néanmoins, le premier et le second livre sont essentiellement centrés sur les figures de Jean-Édouard, Pierre-Édouard, Louise et Berthe Vialhe. Tous les quatre sont cependant absents du dernier livre de la saga, qui est centré sur Jacques Vialhe, fils de Pierre-Édouard, et sa mère Mathilde, dernier personnage encore présent depuis le début de l'histoire.
Au fil de ce siècle, les personnages passent par la réussite, la grandeur, la pauvreté, la mort, les déchirements, les tragédies familiales et les réconciliations, tout cela autour du thème récurrent du lien avec la ferme familiale. On aperçoit ici toutes les modifications apportées par les progrès techniques à cette terre pleine de saveur et remplissant un rôle particulier pour les paysans. Le petit village de Saint-Libéral s'animera d'ailleurs avec l'arrivée des ouvriers du chemin de fer, qui créera une émotion très forte, et surtout à l'auberge de la Berthe, qui connaîtra sa plus folle saison.

### La famille Vialhe
- Jean-Édouard Vialhe (fils d'Édouard et Léonie) épouse Marguerite → Pierre-Édouard, Louise, Berthe
  - Pierre-Édouard épouse Mathilde → Jacques, Paul, Mauricette, Guy
    - Jacques épouse Michèle → Dominique, Françoise
      - Dominique épouse Béatrice → Pierre, Pauline

    - Mauricette épouse Jean-Pierre Fleyssac → Marie, Chantal et Josyane
      - Josyane épouse Christian Leyrac → David, Sébastien, Adrien

    - Guy épouse Colette → Jean, Marc, Évelyne et Renaud

  - Louise épouse Octave Flavien → Félix
    - Félix épouse Thérèse →Pierre
      - Pierre épouse Jeanette → Luc, Hélène

  - Berthe adopte Gérard

### La famille Dupeuch
- Émile épouse Amélie → Léon, Germaine, Octavine, Marthe et Mathilde
  - Léon épouse Yvette → Louis
  - Mathilde épouse Pierre-Édouard → Jacques, Paul, Mauricette et Guy

## Les quatre tomes de la saga
- 1979 Des grives aux loups
- 1980 Les palombes ne passeront plus
- 1990 L'Appel des engoulevents
- 1998 La Terre des Vialhe

## Adaptation à la télévision
Les deux premiers tomes Des grives aux loups et Les palombes ne passeront plus ont été adaptées par Philippe Monnier en 1984 sous forme d'un feuilleton télévisé : Des grives aux loups avec : Maurice Barrier, Bruno Devoldère et Sonia Vollereaux dans les principaux rôles. Le tournage s'est déroulé dans le département de la Corrèze, principalement à Saint-Robert.

## Éditions
- Des grives aux loups, éditions Robert Laffont, 1979  (ISBN 2-221-00344-6).